# Helena Čapková
Helena Čapková, provdaná Koželuhová a později Palivcová (28. ledna 1886 Hronov – 27. listopadu 1961 Praha), byla česká spisovatelka, autorka vzpomínkových knih o svých bratrech Karlovi a Josefovi.

## Život
Narodila se jako první dítě MUDr. Antonína Čapka a Boženy Novotné. Kvůli obavám z chřipkové epidemie v Úpici se Helena i další bratr Josef narodili v Hronově ve mlýně dědečka Karla Novotného. Do mlýna pak sourozenci jezdili až do jeho prodeje v roce 1907. V roce 1901 absolvovala Národně českou dívčí školu Vesna v Brně. V roce 1903 se zasnoubila s Františkem Koželuhem (1873–1926), kterého si o rok později vzala. Z manželství vzešly dcery Eva (1905–1958) a Helena (1907–1967).
V roce 1926 František Koželuh zemřel. Vdova se z Brna přestěhovala do Prahy na Vinohrady, kde bydlela nedaleko svých bratrů. V roce 1930 se znovu provdala za spisovatele a diplomata Josefa Palivce (1886–1975). V letech 1933–1938 žila v Prohoři u Žlutic, kam za ní dojížděli oba bratři. Po okupaci se vrátila do Prahy. V letech 1945–1948 žila na zámku Brložec nedaleko Prohoře. Od roku 1948 byla kvůli politickým postojům svého muže šikanována komunistickým režimem, a to až do své smrti v roce 1961. Rok po její smrti byla vydána v nakladatelství Československý spisovatel cenzurovaná část jejích vzpomínek s názvem Moji milí bratři.
Helena Čapková prožila předčasnou smrt svých mladších bratrů a zemřela dva roky po propuštění manžela z vězení 27. listopadu 1961. Byla pohřbena na Olšanských hřbitovech.

## Dílo
- Pohádka o babiččině zástěře, 1920 (v knize Nůše pohádek III, ed. Karel Čapek)
- Malé děvče, 1920
- Kolébka, 1922
- O živé lásce, 1924
- Moji milí bratři, 1962

## Zajímavost
V českém životopisném filmu Člověk proti zkáze její postavu ztvárnila herečka Věra Galatíková.